# Ding Jianxiu

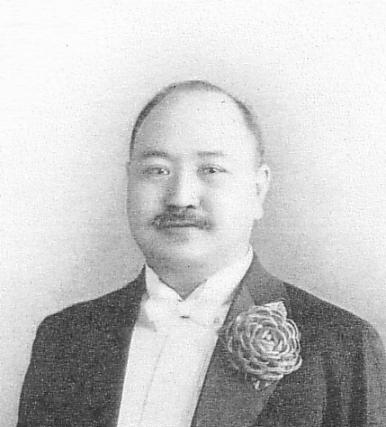
Ding Jianxiu, vor 1943

Ding Jianxiu (chinesisch 丁鑑修 / 丁鉴修, Pinyin Dīng Jiànxiū, W.-G. Ting Chien-hsiu; * 1886 in Gaizhou, Provinz Liaoning, Kaiserreich China; † 1944 in Xinjing, Mandschukuo) war ein Politiker in der Republik China und später im japanischen Marionettenstaat Mandschukuo, wo er in verschiedenen Kabinettspositionen diente.

## Leben
Der aus Gaizhou im Nordosten Chinas stammende Ding schloss eine Ausbildung an der Wirtschaftsfakultät der Waseda-Universität in Tokio, Japan ab. Nach seiner Rückkehr nach China belegte er unter anderem ein Studium der Rechtswissenschaften.
Nach seinem Studium arbeitete er als Lehrer in verschiedenen Bildungseinrichtungen in Mukden, darunter die örtliche Pädagogik-Hochschule, das Berufsschulzentrum sowie die Militär- und Polizeiakademie. Ab 1913 arbeitete er als Professor an der Sprachfakultät der Universität Mukden. Daran anschließend trat er in den Dienst der Lokalverwaltung, wo er verschiedene Posten in der Provinzverwaltung von Fengtian sowie den des Direktors eines chinesisch-japanischen Joint Ventures, das lokale Eisenerzvorkommen erschließen sollte.
Nach der Ermordung des Führers der so genannten Fengtian Clique, Zhang Zuolin, begann Ding sich für das Ziel der Unabhängigkeit der Mandschurei von der Republik China zu engagieren. Nach dem Mukden-Zwischenfall im September 1931 und der darauf folgenden japanischen Besetzung der Mandschurei erhielt er von der japanischen Kwantung-Armee einen Posten im eingerichteten Selbstverwaltungskomitee für die Provinz Fengtian.
Nach der Ausrufung des Staates Mandschukuo auf dem japanisch besetzten Gebiet diente Ding von März 1932 bis März 1934 als Direktor der Verkehrsabteilung und im Anschluss daran bis zum März 1935 als Minister im daraus entstandenen Verkehrsministerium. Von Mai 1935 an erhielt er einen Posten als Unternehmensminister, bevor er sich im Mai 1937 aus dem öffentlichen Dienst zurückzog. Im Mai 1940 wurde Ding in den Kronrat berufen und half bei den Vorbereitungen der Feierlichkeiten zum zehnten Jahrestag der Unabhängigkeitserklärung Mandschukuos im März 1941. Im Dezember wurde er in ein Komitee berufen, welches den Bau des mandschurischen Nationalschreines überwachte. Ding starb nach einer Krankheit 1944 im Alter von 58 Jahren.